# La Vénus noire
À ne pas confondre avec le film Vénus noire (2010) d'Abdellatif Kechiche.
Pour plus de détails, voir Fiche technique et Distribution.
La Vénus noire (espagnol : La Venus negra ; anglais : Black Venus) est un mélodrame érotique canado-hispano-américain réalisé par Claude Mulot et sorti en 1983.
Le film serait librement inspiré d'une nouvelle non spécifiée d'Honoré de Balzac.

## Synopsis
Lorsque Jacques (Emiliano Redondo), riche collectionneur d'art, se rend dans une maison close parisienne tenue par Madame Lili (Mandy Rice-Davies), il reconnaît l'une des prostituées comme étant Vénus (Joséphine Jacqueline Jones), une femme noire martiniquaise.
Dans un flash-back, Jacques se souvient avoir présenté Vénus à un sculpteur doué mais pauvre, Armand (José Antonio Ceinos), qui a persuadé Vénus de devenir son modèle et sa maîtresse. Armand devient de plus en plus obsédé par Vénus et par la statue d'elle sur laquelle il travaille. Pour aider Armand à payer son loyer, Vénus travaille comme modèle pour une couturière, Madame Jean (Helga Liné). Plusieurs clientes de Madame Jean s'éprennent de Vénus, dont Marie (Karin Schubert), une femme riche dont le mari est souvent absent. Vénus gagne tellement d'argent en tant que mannequin qu'Armand l'accuse de se prostituer.
L'obsession d'Armand, sa jalousie et sa violence croissante finissent par éloigner Vénus, qui s'installe chez Marie comme femme entretenue. Lorsque Pierre, le mari de Marie, rentre chez lui lors d'un bal mondain, il découvre Vénus dans sa maison et lui ordonne d'avoir des relations sexuelles avec Louise (Florence Guérin), une jeune paysanne de 17 ans qu'il a séduite par sa richesse. Pierre invite ensuite plusieurs invités à violer Louise, ce qui pousse Vénus à s'enfuir de la maison et à retourner travailler pour Madame Jean. Venus croise ensuite le chemin de Louise, qui s'est prostituée dans la maison close de Madame Lili. Louise persuade Vénus de travailler avec elle pour Madame Lili.
Dans le présent, Jacques raconte à Vénus qu'Armand a terminé sa statue d'elle, mais qu'il refuse de la vendre alors qu'il est sans ressources et très malade. Après que Vénus l'ait supplié d'aider Armand, Jacques se rend à l'atelier d'Armand, lui impose de l'argent et s'empare de la statue de Vénus malgré les protestations d'Armand. Jacques achète ensuite les contrats de Vénus et de Louise à Madame Lili et emmène les deux femmes dans sa maison en Espagne, où il installe la statue. Armand, qui a fait une grave dépression, les suit en Espagne pour reprendre Vénus et la statue sous la menace d'une arme. Lorsque Vénus refuse, Armand lui tire dessus et se tue ensuite. Les derniers mots d'Armand sont pour demander à Jacques de s'occuper « d'elle », sans que l'on sache s'il voulait parler de Vénus blessée ou de la statue.

## Fiche technique
- Titre original italien : La Vénus noire ou Black Venus[1]
- Titre espagnol : La Venus negra
- Titre anglais : Black Venus
- Réalisateur : Claude Mulot
- Scénario : Harry Alan Towers
- Photographie : Jacques Assuérus, Julio Burgos
- Montage : Antonio Ramírez de Loaysa
- Musique : Gregorio García Segura
- Décors et costumes : Enrique Alarcón
- Production : Harry Alan Towers, Luis Laso, Juan Alexander, Robert Ausnit, Andrés-Vicente Gomez, Gérard Kikoïne
- Sociétés de production : Panatlantic Pictures, Hesperia Films, Compania Iberoamericana de TV, Quatermain Film, Gold Productions, XYZ Desarollos, Playboy Enterprises, Film Accounting Services
- Pays de production :  États-Unis -  Espagne -  Canada
- Langue originale : français
- Format : Couleur - 1,66:1 - Son mono - 35 mm
- Durée : 95 minutes
- Genre : Mélodrame érotique
- Dates de sortie :
  - France : 5 janvier 1983
  - Espagne : 20 août 1984

## Distribution
- Josephine Jacqueline Jones : Venus
- José Antonio Ceinos : Armand
- Emiliano Redondo : Jacques
- Helga Liné : Madame Jean
- Florence Guérin : Louise
- Mandy Rice-Davies : Madame Lili
- Karin Schubert : Marie

## Accueil critique
Le film a reçu des critiques mitigées lors de sa sortie en DVD en 2006, les critiques louant son ambition artistique mais critiquant les prestations peu inspirées des acteurs principaux. David Carter de Film Fanaddict a noté le « budget manifestement plus élevées que la moyenne » et les « costumes élaborés » tout en observant que le triste dénouement du film « fait de La Vénus noire un film qui se démarque des autres films au thèmes semblables réalisés à l'époque ». Christopher Armstead de Film Critics United fait l'éloge d'« une production luxueuse et de l'habileté des cinéastes derrière la caméra » et note que les costumes « luxuriants et extravagants » et la conception « méticuleuse » des décors contribuent à une « production bien exécutée », tout en déclarant que la mauvaise interprétation des acteurs principaux a empêché La Vénus noire d'être qualifiée de bon film. Donald Guarisco a décrit sur AllMovie le film comme un « nanar divertissant » avec un jeu d'acteur « suffisamment mauvais pour être vraiment divertissant ». Cliff Wood qualifient sur 10 000 Bullets le film de « curiosité intéressante qui a quelques très bons moments et quelques moments moins bons qui tendent à éclipser le reste du film ».